# Agrypon flaveolatum
Agrypon flaveolatum är en stekelart som först beskrevs av Johann Ludwig Christian Gravenhorst 1807.  Agrypon flaveolatum ingår i släktet Agrypon och familjen brokparasitsteklar. Arten är reproducerande i Sverige. Inga underarter finns listade i Catalogue of Life.

## Bildgalleri

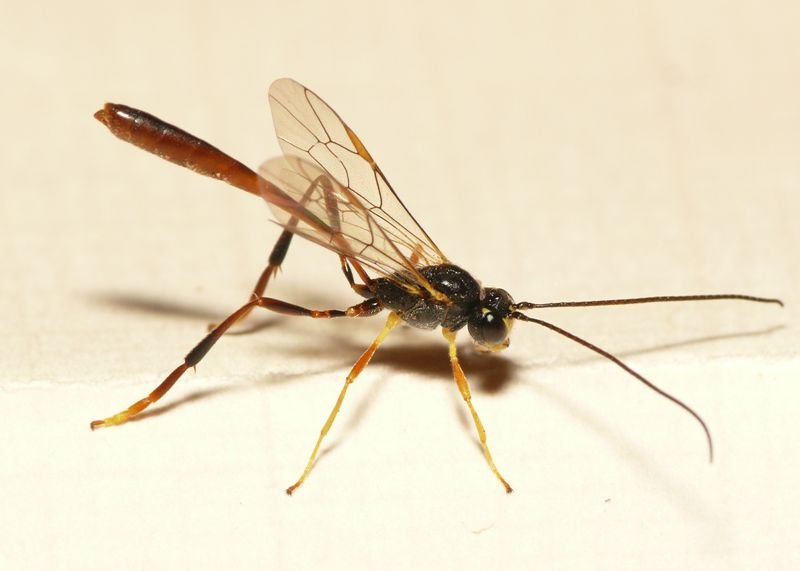